# Resolutie 2143 Veiligheidsraad Verenigde Naties
Resolutie 2143 van de Veiligheidsraad van de Verenigde Naties werd op 7 maart 2014 unaniem aangenomen door de VN-Veiligheidsraad. De resolutie veroordeelde de inzet van kindsoldaten en oorlogsmisdaden tegen kinderen tijdens gewapende conflicten. Landen en ook de Verenigde Naties zelf moesten speciaal rekening houden met kinderen in conflictgebieden en zorgen dat ze beschermd werden.
Onder de talrijke sprekers voorafgaand aan de stemming was een voormalige kindsoldaat uit Sierra Leone. Dat land gold zowat als voorbeeld voor wat betreft de inzet van kindsoldaten. Zo'n 10.000 kinderen vochten er in de tien jaar durende burgeroorlog. Een specifieke opleiding van soldaten was ook belangrijk aangezien zij vaak als eerste met kindsoldaten in contact kwamen.
De Syrische Burgeroorlog kwam ook naar voren als voorbeeld. In dat land waren bijna 3000 scholen verwoest, gingen meer dan twee miljoen kinderen niet langer naar school en waren al meer dan 10.000 kinderen omgekomen. De Centraal-Afrikaanse Republiek telde naar schatting 6000 kindsoldaten. Ook was het Verzetsleger van de Heer, de grootste gebruiker van kindsoldaten, nog steeds actief.

## Inhoud

### Waarnemingen
Voorgaande resoluties over kinderen in gewapende conflicten hadden gezorgd voor de demobilisatie en herintegratie van duizenden kindsoldaten. Doch bleef vooruitgang op sommige punten uit.
Kinderen hadden onder artikel 28 van het Verdrag inzake de rechten van het kind recht op onderwijs. Strijdkrachten en gewapende groeperingen gebruikten scholen echter als barak, wapenopslagplaats, commandocentrum, gevangenis, vuurpositie en observatiepost. Dat maakte ze tot legitieme doelwitten en bracht aldus kinderen en leraren in gevaar.
Veel kinderen werden tijdens en na een conflict ook gedood of verwond door landmijnen, explosieve restanten, geïmproviseerde bommen en andere niet-ontplofte munitie.
De bescherming van kinderen moest een belangrijk aspect zijn bij de oplossing van conflicten en het herstellen van de vrede. Nationale overheden droegen hierin de grootste verantwoordelijkheid. De Verenigde Naties speelden – in samenspraak met internationale organisaties – een vitale rol in het bewerkstelligen van vrede.
Verscheidene bijdragen van internationale organisaties werden erkend. Zo ook de verklaring tussen de VN en de Afrikaanse Unie over standaardbeschermingsmechanismen in vredesoperaties in samenwerking met UNICEF. De Europese Unie had richtlijnen voor de bescherming van kinderen ingebouwd in haar defensiebeleid. De NAVO had eveneens richtlijnen opgesteld en cursussen ingericht voor haar troepen.

### Handelingen
Alle schendingen van de kinderrechten inzake kindsoldaten en geweldpleging werden streng veroordeeld. Alle betrokken partijen moesten deze praktijken onmiddellijk stopzetten en kinderen beschermen.
De lidstaten werden gevraagd mee te werken aan de opstelling en uitvoering van actieplannen; onder meer via interministriële comités, die als een succesvol medium werden gezien.
Het inzetten van kinderen onder 15 jaar in conflictsituaties is een oorlogsmisdaad. Volgens het kinderrechtenverdrag is de minimumleeftijd voor deelname 18 jaar. De Raad herhaalde zijn bereidheid om sancties te nemen tegen hen die misdaden jegens kinderen bleven plegen. Het was ook van belang dat oorlogsmisdaden tegen kinderen werden uitgesloten in amnestiewetten en dat daders van dergelijke misdaden uit de strijdkrachten werden geweerd.
Landen, maar ook de VN-organisaties zelf, moesten de bescherming van kinderen voorzien in hun militaire opleidingen. Ook moesten kinderen voorrang krijgen bij de heropbouw en het herstel na een conflict.

## Verwante resoluties
- Resolutie 1998 Veiligheidsraad Verenigde Naties (2011)
- Resolutie 2068 Veiligheidsraad Verenigde Naties (2012)
- Resolutie 2151 Veiligheidsraad Verenigde Naties
- Resolutie 2225 Veiligheidsraad Verenigde Naties (2015)

Lijst ·  2133 ·  2134 ·  2135 ·  2136 ·  2137 ·  2138 ·  2139 ·  2140 ·  2141 ·  2142 ·  2143 ·  2144 ·  2145 ·  2146 ·  2147 ·  2148 ·  2149 ·  2150 ·  2151 ·  2152 ·  2153 ·  2154 ·  2155 ·  2156 ·  2157 ·  2158 ·  2159 ·  2160 ·  2161 ·  2162 ·  2163 ·  2164 ·  2165 ·  2166 ·  2167 ·  2168 ·  2169 ·  2170 ·  2171 ·  2172 ·  2173 ·  2174 ·  2175 ·  2176 ·  2177 ·  2178 ·  2179 ·  2180 ·  2181 ·  2182 ·  2183 ·  2184 ·  2185 ·  2186 ·  2187 ·  2188 ·  2189 ·  2190 ·  2191 ·  2192 ·  2193 ·  2194 ·  2195